# Thaumalea divaricata
Thaumalea divaricata är en tvåvingeart som beskrevs av Mario Bezzi 1913. Thaumalea divaricata ingår i släktet Thaumalea och familjen mätarmyggor. Inga underarter finns listade i Catalogue of Life.